# Гура-Тегій (комуна)
Гура-Тегій (рум. Gura Teghii) — комуна у повіті Бузеу в Румунії. До складу комуни входять такі села (дані про населення за 2002 рік):
- Ваду-Оїй (69 осіб)
- Варлаам (599 осіб)
- Гура-Тегій (1001 особа) — адміністративний центр комуни
- Немертя (439 осіб)
- Пелтініш (737 осіб)
- Секую (17 осіб)
- Фуртунешть (1022 особи)

Комуна розташована на відстані 120 км на північ від Бухареста, 49 км на північний захід від Бузеу, 124 км на захід від Галаца, 66 км на схід від Брашова.

## Населення
За даними перепису населення 2002 року у комуні проживали 3884 особи.
Національний склад населення комуни:
| Національність | Кількість осіб | Відсоток |
| -------------- | -------------- | -------- |
| румуни         | 3877           | 99,8%    |
| угорці         | 6              | 0,2%     |
| українці       | 1              | < 0,1%   |

Рідною мовою назвали:
| Мова       | Кількість осіб | Відсоток |
| ---------- | -------------- | -------- |
| румунська  | 3881           | 99,9%    |
| угорська   | 2              | 0,1%     |
| українська | 1              | < 0,1%   |

Склад населення комуни за віросповіданням:
| Релігія                                       | Кількість осіб | Відсоток |
| --------------------------------------------- | -------------- | -------- |
| православні                                   | 3835           | 98,7%    |
| бретрени                                      | 39             | 1,0%     |
| римо-католики                                 | 4              | 0,1%     |
| баптисти                                      | 3              | 0,1%     |
| греко-католики                                | 1              | < 0,1%   |
| лютерани (Синодально-пресвітеріанська церква) | 1              | < 0,1%   |
| не релігійні                                  | 1              | < 0,1%   |